# Metadelta jocosa
Metadelta jocosa là một loài bướm đêm trong họ Noctuidae.